# チェーン・オブ・クレーターズ・ロード

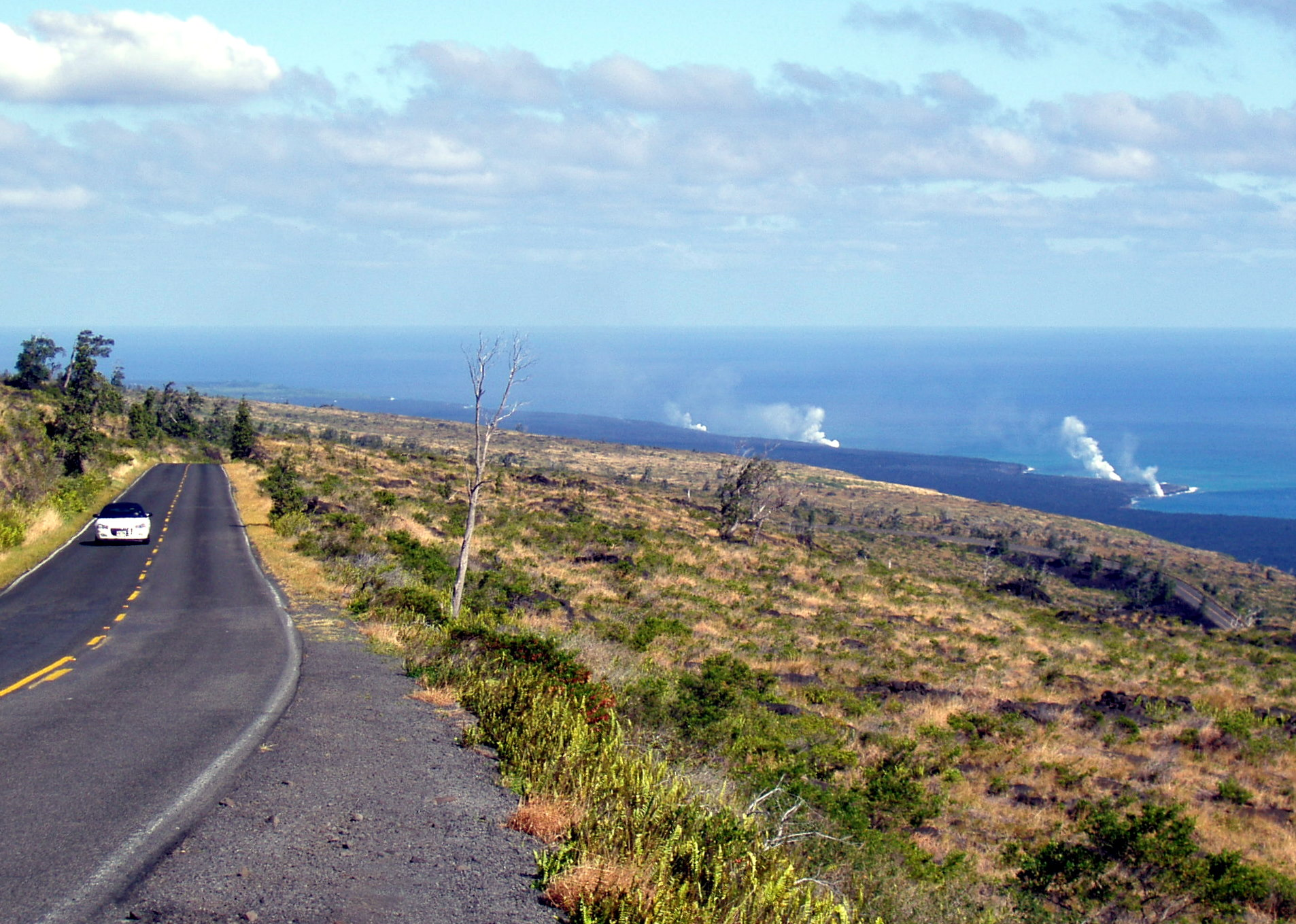
プウ・オオ火口からの溶岩が太平洋に落ちる（2007年）

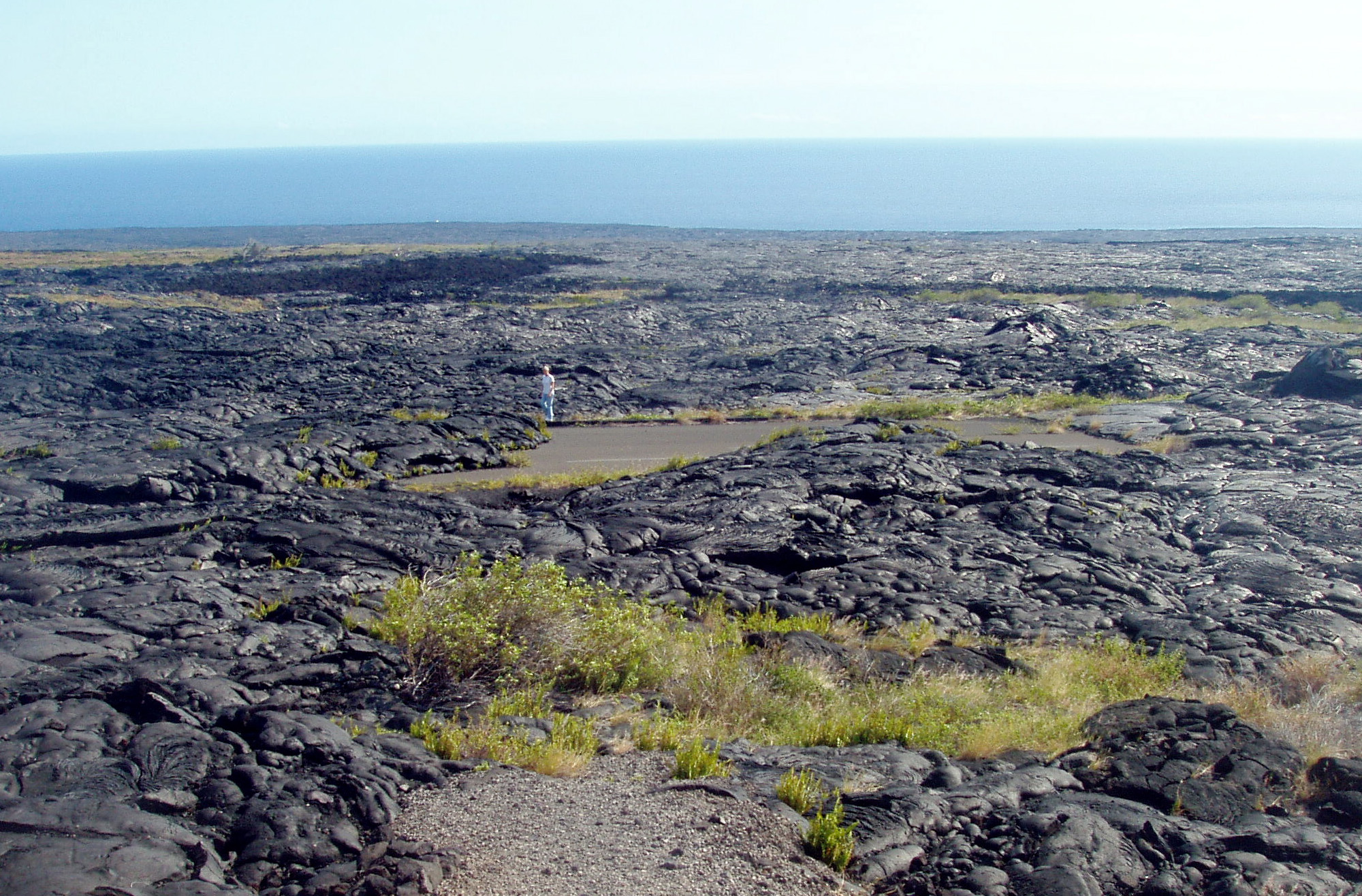
溶岩原の向こうに太平洋が見える（2003年）

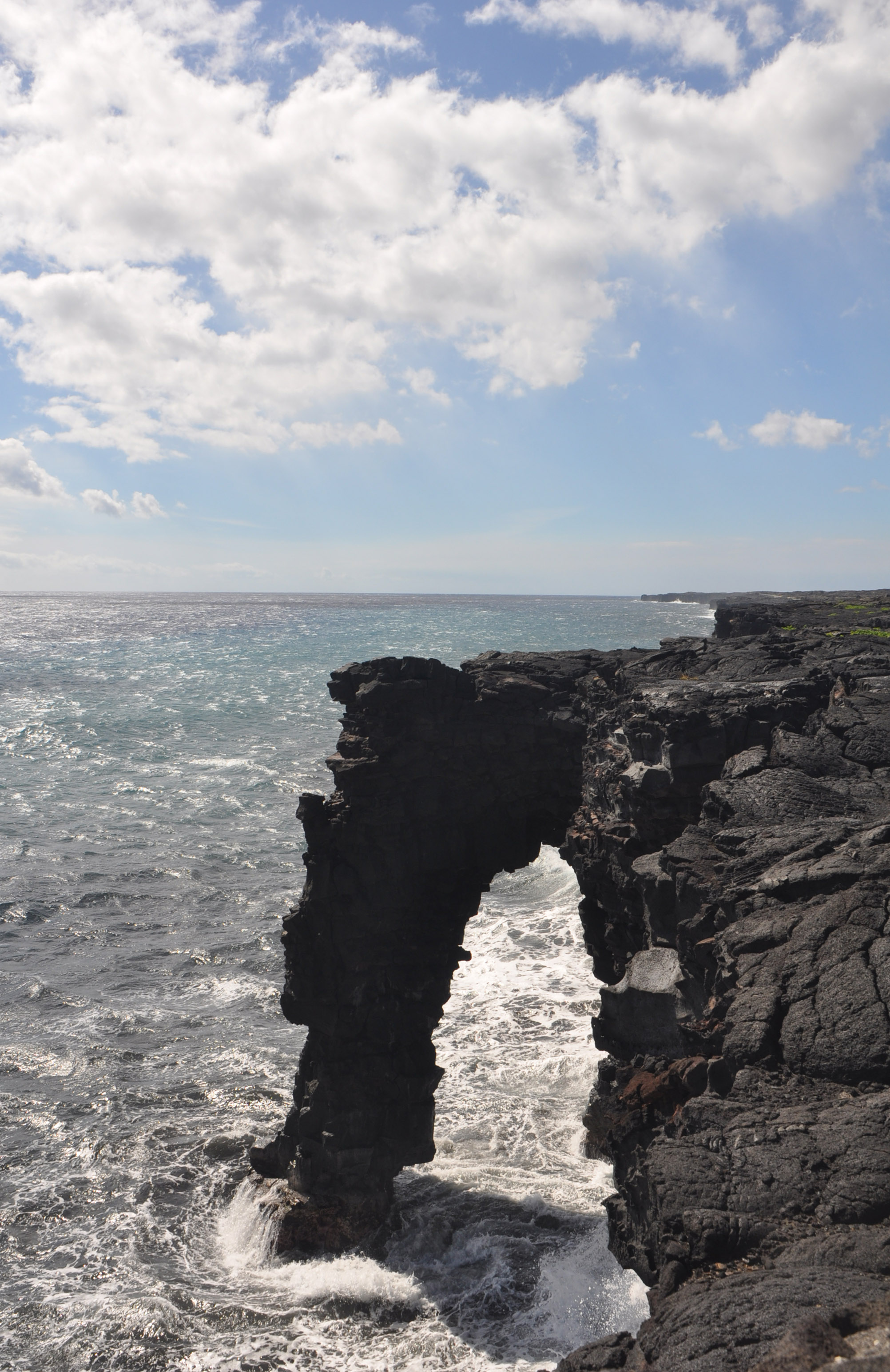
ホレイ・シー・アーチ（Holei Sea Arch）でこの道路は行き止まり（2014年）

チェーン・オブ・クレーターズ・ロード（英語: Chain of Craters Road）はアメリカ合衆国ハワイ州ハワイ島のハワイ火山国立公園にある観光用の道路で、いくつかの旧噴火口の付近を通る道である。

## 概要
チェーン・オブ・クレーターズ・ロードは「火口の連鎖道路」の意味で、アメリカ合衆国ハワイ州ハワイ島のハワイ火山国立公園にある観光用の道路で、いくつかの旧噴火口の付近を通る道である。 

## 路線
チェーン・オブ・クレーターズ・ロードはキラウェア火山の噴火口をめぐるクレーター・リム・ドライブ（Crater Rim Drive）の東南端から出発し、林を抜けた後は溶岩原を通過して、いくつかの小規模な旧火口（プウ・フルフル、マウナ・ウルなど）の脇または付近を通り、そのあとは一気に海岸へ下る片道20マイル（32km）の舗装道路である。 現在は海に突き出たホレイ・シーアーチで行き止まりになっている。  
現在噴火が盛んなプウ・オオ火口はこの道路のさらに15km東にある。

## トレッキング用支線
道の途中にいくつかのトレッキング道路がある。また、この裸の溶岩原は貿易風の通過道に当たり、風が強い。

## 参照
1. ↑   チェーン・オブ・クレーターズ・ロード
2. ↑   『地球の歩き方 2009～10』（ダイヤモンド・ビッグ社） p.61～ 「チェーン・オブ・クレーターズ・ロード」
3. ↑   チェーン・オブ・クレーターズ・ロード（シー・アーチで行き止まり）